# Popole Misenga
Popole Misenga (Bukavu, 25 de febrero de 1992) es un youtuber y yudoca originario de la República Democrática del Congo. Fue seleccionado por el Comité Olímpico Internacional para competir por el Equipo Olímpico de Atletas Refugiados en los Juegos Olímpicos de Río de Janeiro 2016, celebrados en Brasil.

## Vida personal
Nació el 25 de febrero de 1992 en la zona de Bukavu de la República Democrática del Congo, una zona severamente afectada por la segunda guerra del Congo. Tenía seis años cuando fue herido, antes de ser rescatado y llevado a un hogar en Kinshasa.
Pidió asilo político en Brasil, después de viajar allí para competir en el Campeonato Mundial de Judo de 2013 junto con su compañera judoka Yolande Bukasa Mabika. Un ciudadano angoleño los acogió en un barrio de inmigrantes en Río de Janeiro. El Alto Comisionado de las Naciones Unidas para los Refugiados (ACNUR) le otorgó oficialmente el estatuto de refugiado en septiembre de 2014.
Ahora está casado con una mujer brasileña con quien tuvo un hijo.

## Yudo
Comenzó a practicar este deporte en un centro para niños desplazados en Kinshasa. En 2010 ganó una medalla de bronce en el Campeonato Africano de Judo Sub-20.
En el Campeonato Mundial de Judo de 2013, celebrado en Brasil, fue eliminado en la primera ronda tras perder contra Islam Bozbayev de Kazajistán. Ya instalado en Brasil comenzó a entrenar en el Instituto Reação, una escuela de judo fundada por el medallista de bronce olímpico Flávio Canto. Posteriormente entrenó con Geraldo Bernardes en Río de Janeiro. Paralelamente trabajó ocasionalmente en cuadrillas de camiones, hasta que recibió apoyo y financiación del programa de Solidaridad Olímpica del COI.

### Río de Janeiro 2016
El 3 de junio de 2016, el COI anunció que Misenga sería parte de un equipo de diez atletas seleccionados para competir como parte de un Equipo Olímpico de Refugiados en los Juegos Olímpicos de Verano de 2016 en Río de Janeiro. En el evento masculino de menos de 90 kg, Misenga ganó su primer combate contra Avtar Singh de India, pero perdió contra el surcoreano Gwak Dong-han. Pese a ello, logró el resultado deportivo más relevante del equipo de atletas refugiados.
Fue abanderado de la delegación de atletas refugiados en la ceremonia de clausura.